# Krönung Mariens (Rimou)

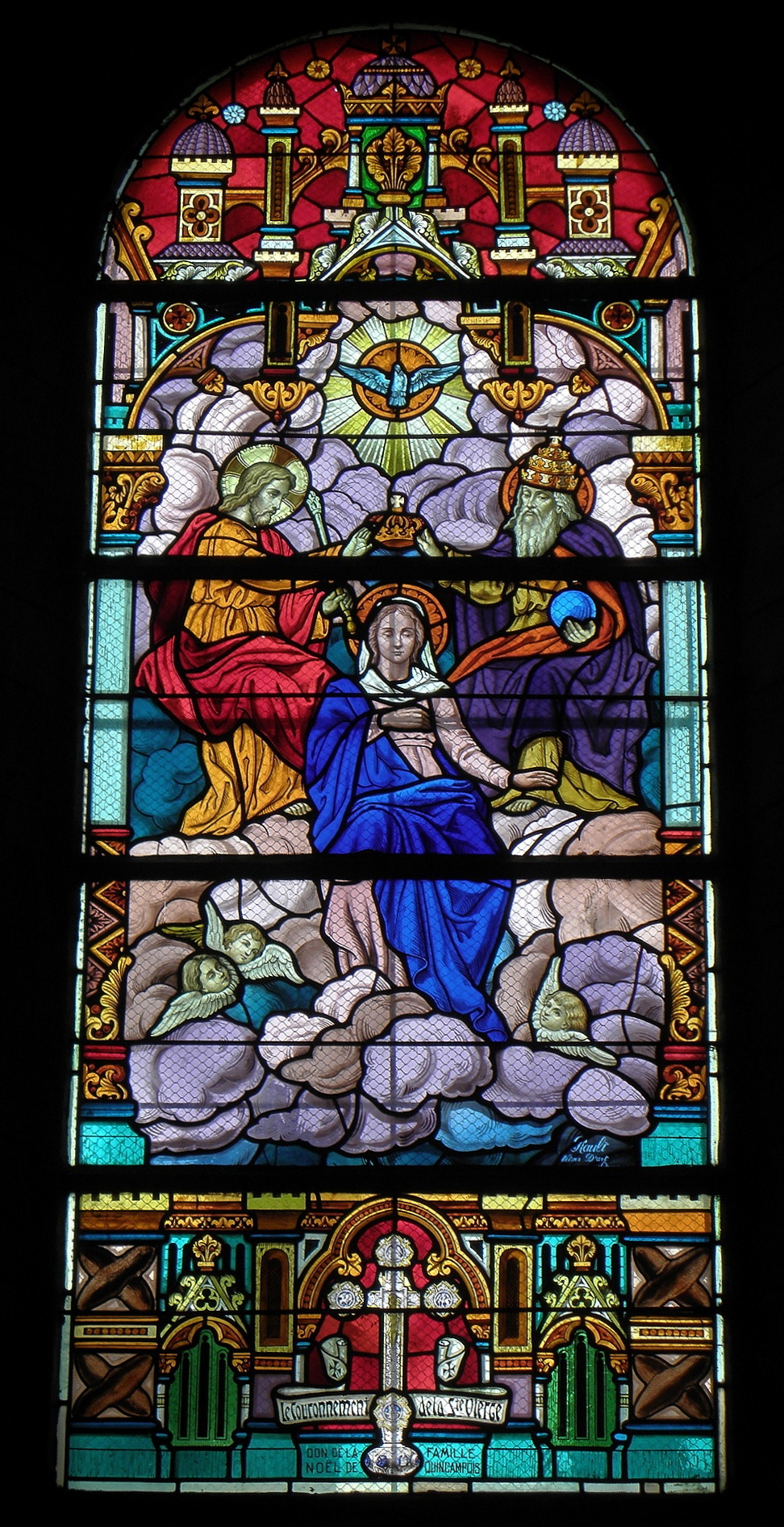
Fenster Krönung Mariens in Rimou

Das Fenster Krönung Mariens in der katholischen Kirche Notre-Dame in Rimou, einer französischen Gemeinde im Département Ille-et-Vilaine in der Region Bretagne, wurde 1934 geschaffen. Das Bleiglasfenster wurde 1995 als Monument historique in die Liste der denkmalgeschützten Objekte (Base Palissy) in Frankreich aufgenommen.
Das Fenster Nr. 6 wurde von der Schreinerfamilie Noël aus Quincampoix gestiftet und vom Atelier Rault (Signatur rechts unter den Wolken) geschaffen. In der Mitte wird die Krönung Mariens dargestellt, links ist Jesus und rechts Gottvater zu sehen. Darüber ist der Heilige Geist symbolhaft in Form einer Taube dargestellt. Die ganze Darstellung ist in eine gotische bzw. Phantasiearchitektur eingebettet mit Säulen rechts und links.
Der untere Bildrand, stark abgetrennt von der Marienkrönung, zeigt das  Prozessionskreuz der Kirche Notre-Dame aus dem 16. Jahrhundert, das ebenfalls als Monument historique klassifiziert ist. Links und rechts außen sind Brote zu sehen.
Die beiden Fenster Verkündigung und Heilige Familie in der Kirche Notre-Dame sind ebenfalls als Monument historique klassifiziert. Sie stammen aus der gleichen Werkstatt.